# Димитър Матлиев
Димитър Исаев Матлиев е български революционер, деец на Вътрешната македоно-одринска революционна организация.

## Биография
Димитър Матлиев е роден в Охрид, тогава в Османската империя. Учи в родния си град, а след това – в София, където завършва пети гимназиален клас. След завръщането си в Македония е назначен за учител в село Зашле, Битолско. През април 1902 година напуска учителството и се включва в четата на Йордан Пиперката.
Заедно с Йордан Пиперката Матлиев е делегат на Демирхисарския революционен район на Смилевския конгрес на Битолския революционен окръг.
През Илинденско-Преображенското въстание Димитър Матлиев ръководи чета в Битолски Демирхисар. На 4 октомври 1903 година четата му е обградена от турски войски в местността Пещерка над село Брезово, Битолско и след 11-часов бой на 5 октомври Матлиев, заедно със селския войвода Сотир Ристев от Брезово и 8 четници са убити.
Неговият брат Георги Матлиев е български общественик от Охридското благотворително братство.